# Béatrice de Souabe (1205-1235)
Pour les articles homonymes, voir Béatrice de Souabe.
Béatrice de Souabe (baptisée sous le nom d'Élisabeth) (en allemand Beatrix von Schwaben ; en castillan Beatriz de Suabia), née en 1205, morte à Toro (Espagne actuelle) en 1235, est une princesse allemande, première épouse de Ferdinand III de Castille dit le Saint, reine de Castille et de León respectivement de 1219 et 1230 à sa mort.
Elle était la quatrième fille de Philippe (1177 - 1208), duc de Souabe et roi des Romains, et d'Irène Ange (vers 1181 - 1208), princesse byzantine.

## Biographie
À la suite de l'assassinat de son père et la mort de sa mère en 1208, elle fut mise sous la tutelle de son cousin l'empereur germanique Frédéric II. Ayant comme nom de baptême Élisabeth, elle prit celui de sa sœur Béatrice de Souabe, morte en 1212. L'empereur donna son accord pour qu'elle épouse Ferdinand III, alors roi de Castille et plus tard roi de León. Le mariage fut célébré le 30 novembre 1219 dans la cathédrale de Burgos.
Le chroniqueur Rodrigo Jiménez de Rada la décrit comme « optima, pulchra, sapiens et pudica » (« parfaite, belle, sage et pudique »). Son fils Alphonse X le Sage lui dédia un éloge dans une de ses Cantigas.
De cette union naquirent les infants et infantes de Castille :
- Alphonse X le Sage (1221-1284), roi de Castille et de León à la mort de son père ;
- Fadrique de Castille (es) (1224-1277), exécuté en 1277 par ordre de son frère aîné ;
- Ferdinand de Castille (es) (1225–1248), mort durant la conquête de Séville, en 1248 ;
- Leonor de Castille (1226-¿?), morte jeune ;
- Bérengère de Castille (es) (1228–1279), religieuse du monastère de las Huelgas de Burgos où elle fut enterrée ;
- Henri de Castille le Sénateur (1230-1303), nommé sénateur de Rome par le pape Clément IV ;
- Philippe de Castille (1231–1274), archevêque-élu de Séville puis rendu à la vie laïque ;
- Sanche de Castille (es) (1233–1261), archevêque de Tolède ;
- Manuel de Castille (es) (1234-1283), seigneur de Villena, Escalona, Peñafiel, Elche, Santa Olalla, Ágreda, Roa, Cuéllar, Chinchilla, Aspe y Beas ;
- Marie de Castille (1235-1235), enterrée dans la collégiale Saint-Isidore de León.

## Tombeau

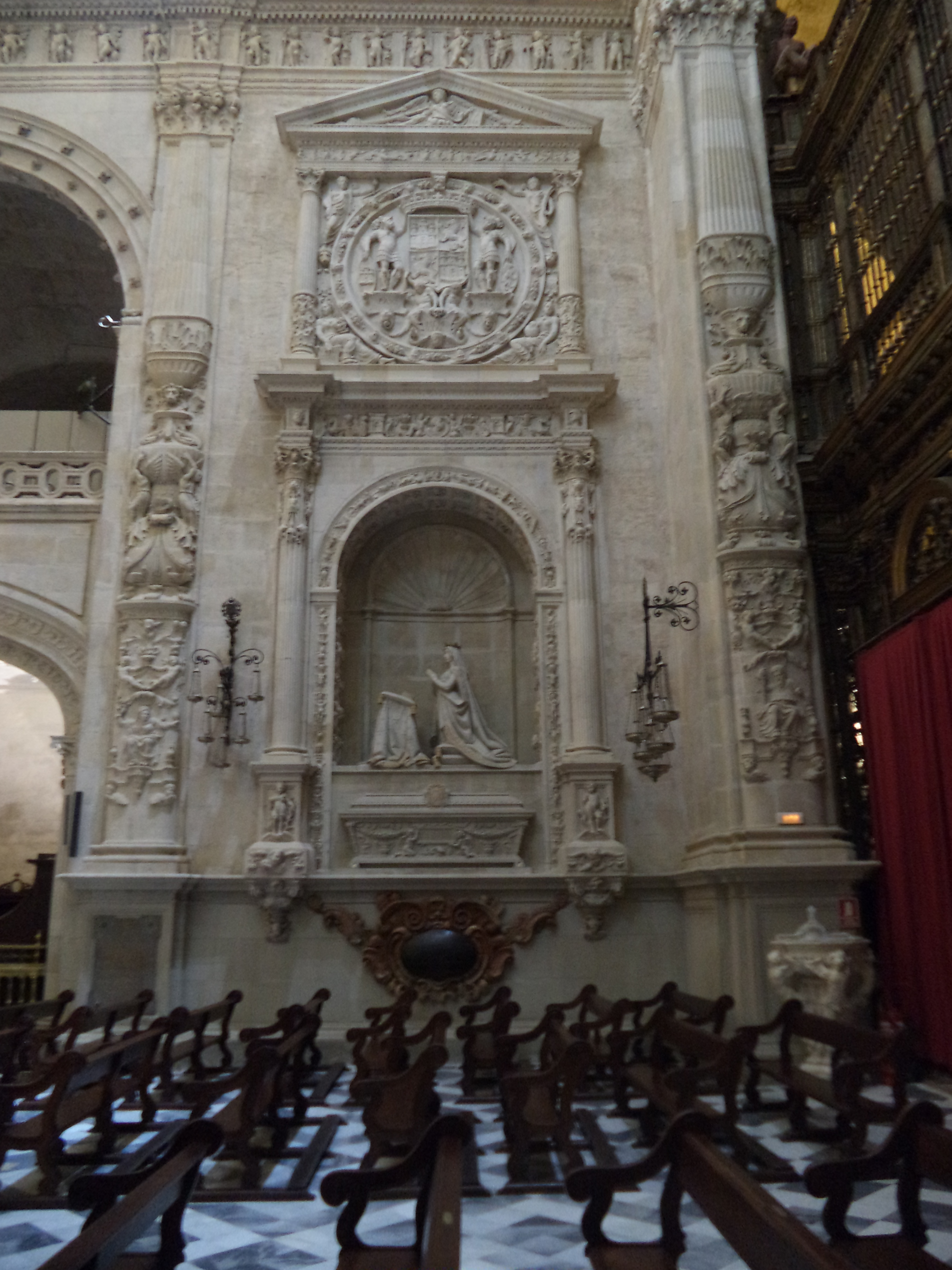
Tombeau de la reine Béatrice de Souabe, chapelle royale de la cathédrale de Séville.

À sa mort, le corps de Béatrice de Souabe fut déposé dans un tombeau placé à côté de celui du roi Henri Ier de Castille dans le monastère de las Huelgas de Burgos. Son fils, Alphonse X, ordonna de transférer ses restes dans la cathédrale de Séville, en 1279, où reposait Ferdinand III.
Dans la chapelle royale primitive de la cathédrale de Séville, une statue représentait la reine assise, devant et à gauche de la Vierge des Rois (es), de la même façon que l'on trouvait les statues de Ferdinand III et d'Alphonse X. En 1356, Pierre le Cruel, roi de Castille, dépouilla les statues de ses ancêtres, Béatrice de Souabe et Alphonse le Sage, de toutes les pierres et métaux précieux qui les ornaient.
En 1948, en plein franquisme, et à l'occasion du septième centenaire de la conquête de la ville de Séville sur les musulmans par Ferdinand III, on construisit un tombeau monumental pour la reine, sur le côté droit de la chapelle royale de la cathédrale. L'orant de Béatrice de Souabe, réalisé en pierre et albâtre, la représente jeune et couronnée. Son manteau est semé des châteaux et des lions de Castille et León. Le reste du mausolée est identique à celui de son fils Alphonse X qui lui fait face : il est composé de deux parties superposées, flanquées de colonnes. La partie du bas comprend la niche où sont situés le sarcophage et la statue de la reine ; la partie supérieure comprend un médaillon circulaire qui contient l'écu des royaumes de Castille et León.